# میمون‌های جهان جدید

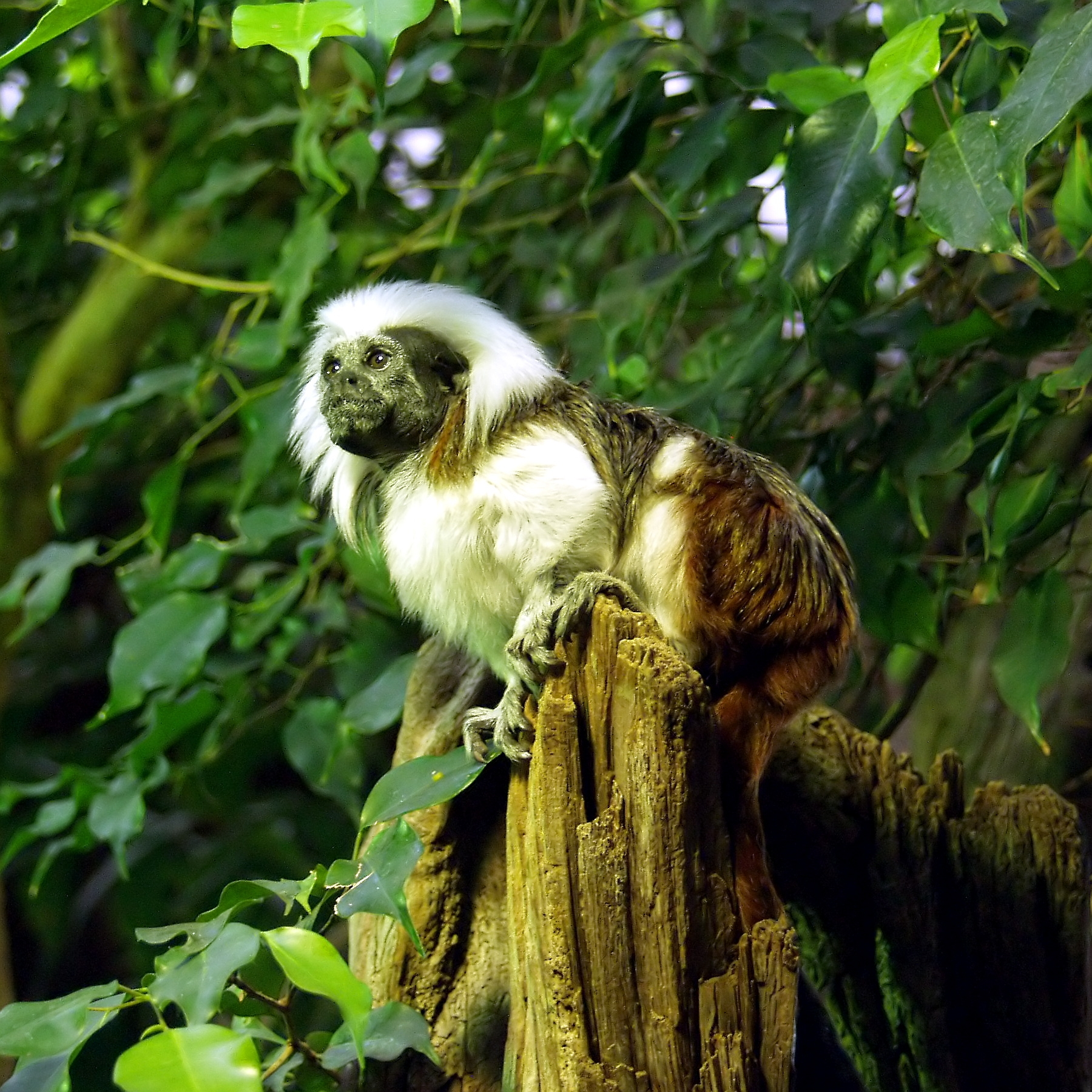

میمون‌های جهان جدید یا پخ‌بینیان را بر اساس شکل بینی و فاصله سوراخ‌های آن به دو کلاد یا زیست دستۀ وسیع بخش می‌کنند. دسته‌ای که سوراخ‌های بینی دور از هم دارند، پَخ‌بینیان (Platyrrhines) نامیده می‌شوند. میمون‌های بر جدید (قاره آمریکا) عمدتاً از این رده‌اند.

## منبع
مک ایودی، کالین، اطلس تاریخی آفریقا، ترجمه فریدون فاطمی، تهران ۱۳۶۵، ص ۱۳.
- "منبع جعبه‌زیست" (به انگلیسی). ویکی‌پدیای انگلیسی. Retrieved 22 November 2008.